# Atom (szövegszerkesztő)
Az Atom egy ingyenes, nyílt forráskódú szöveg- és forráskódszerkesztő, OS X, Windows és Linux operációs rendszerekre. Támogatja a beépülő modulok (plug-in-ek) írását Node.js-sel. Mindezeken felül tartalmaz beépítetten Git verziókezelőt is. Az Atom fejlesztését a GitHub finanszírozza. A legtöbb nyílt forrású csomaghoz itt is vannak harmadik fél által fejlesztett kiegészítések és a közösség által karbantartott kiadások. Az Atom a Chromium-ra épül és CoffeeScript-ben készült.

## A projekt leállítása
A GitHub 2022. június 8-án bejelentette, hogy leállítják az Atom fejlesztését: a szoftver kódtárolójának archiválását 2022. december 15-ére ütemezték.

## Licencelése
Kezdetben az Atom kiegészítő csomagjai nyílt forráskódú licenc alatt adták ki. 2014. május 6-án az Atom és annak minden része – az Atom csomagkezelő, az Atom Chromium-alapú asztali futtatókörnyezete, az Atom Shell – az MIT Licenc alatt kerül kiadásra